# Vermont (Zuid-Afrika)
Vermont is een kustplaatsje in de Zuid-Afrikaanse provincie West-Kaap. Vermont behoort tot de gemeente Overstrand dat onderdeel van het district Overberg is.